# Birnen, Bohnen und Speck
Il Birnen, Bohnen und Speck è un piatto tedesco tradizionale dello Schleswig-Holstein centrale. Si tratta di un piatto dal gusto agrodolce molto sostanzioso composto da pere, fagiolini, bacon e, a volte, patate.